# Heinz Jussen
Heinz Jussen (* 1941 in Jülich) ist ein pensionierter deutscher Realschulrektor und aktiver Friedensaktivist.

## Leben und Wirken
Nach seiner Volksschulzeit und einer Lehre zum Bergmann von 1954 bis 1957, die er als Knappe abschloss, arbeitete Heinz Jussen zunächst in einem Steinkohlenbergwerk bei Jülich. Aufgrund der beginnenden Bergbaukrise wechselte er bereits 1958 zur Polizei des Landes Nordrhein-Westfalen und wurde dort nach entsprechender Ausbildung zunächst als Streifenpolizist eingesetzt. Später ließ er sich zum Polizeiausbildungsinstitut in Linnich versetzen, wo unter anderem aufgrund seiner Kampfsporterfahrung als Lehrer für Selbstverteidigung und als Ausbilder für so genannte Greiftrupps tätig war. Darüber hinaus war er in der landeseigenen „Terroristenbekämpfungsgruppe“ verantwortlicher Lehrer für Selbstverteidigung in Antiterrorgruppen und wurde bei Einsätzen als Wasserwerferkommandant beordert. Während dieser Zeit gründete er zusammen mit Gerta Lingens den Jülicher Judoclub.
Abgestoßen von der Gewalterfahrung auf beiden Seiten der Akteure wie beispielsweise bei den Ostermärschen, verschiedenen NPD-Parteitagen, den Protesten beim Schahbesuch 1967 und anderen Großdemonstrationen, quittierte er seinen Dienst und begann in Aachen ein Lehramtsstudium. Nach seinem erfolgreichen Abschluss war er als Realschullehrer tätig, zunächst an der Realschule Kohlscheid, dann an der Abendrealschule in Aachen und zuletzt von 2002 bis zu seiner Pensionierung im Jahr 2006 als Leiter an der Abendrealschule in Bonn.
Seine ersten Aktivitäten als Friedensaktivist und Umweltschützer fanden nach der Nuklearkatastrophe von Tschernobyl im Jahr 1986 statt, als er die Gruppe „Eltern, Kinder, Lehrer gegen Atomkraftwerke“ (EKLAT) gründete und im gleichen Jahr Mitinitiator der Gründung des ökologischen Bauprojekts „Alte Windkunst“ in Herzogenrath Kohlscheid  war.
Nach einer Begegnung mit einem traumatisierten 16-jährigen bosnischen Schüler in seiner Schule in Aachen, der Jussen auf die zunehmenden politischen und sozialen Probleme in seinem Heimatland wenige Monate vor Beginn des Bosnienkriegs (1992–1995) hinwies, organisierte Jussen zum Jahreswechsel 1992/1993 einen Transport mit dringend benötigten Lebensmitteln und Medikamenten nach Tuzla in Bosnien-Herzegowina. Er war dabei der erste Auswärtige, der selbst am Steuer eines LKWs mit den Hilfsgütern in die völlig abgeschnittene Stadt vordringen konnte. Bis Kriegsende und auch danach führte er jeweils in den Schulferien elf Hilfsgütertransporte in die Kriegsgebiete Bosniens durch, wobei er mehrfach unter Beschuss geraten war und einmal sogar von einer paramilitärischen Einheit unter Erschießungsandrohung gefangen gehalten wurde.
Diese Aktion bestärkte jetzt Jussens vorherrschende pazifistische Einstellung und er gründete daraufhin im Jahr 1993 zusammen mit der „Aktionsgemeinschaft Den Krieg Überleben“ der „Aachener Bosnienhilfe“ und den „Aachener Bewährungshelfer kontra Sozialabbau“ das Aachener Netzwerk für humanitäre Hilfe und interkulturelle Friedensarbeit e. V. Bis 2020 gehörte er als 1. oder 2. Vorsitzender dem Vorstand des Aachener Netzwerks an und wurde anschließend zum Ehrenvorsitzenden ernannt. Mit Hilfe dieses Netzwerks und Spenden aus der Bevölkerung konnten insgesamt  12 Tonnen Lebensmitteln, Kleidern und Medikamenten nach Tuzla sowie 1998 ein Transport mit 120 Tonnen Kohle für besonders bedürftige Menschen von Jussen geliefert werden.
Besondere Eindrücke hinterließen bei Jussen der Überfall auf eine Kolonne der jugoslawischen Volksarmee am 15. Mai 1992 und das Massaker von Tuzla vom 25. Mai 1995, die beide als Kriegsverbrechen eingestuft wurden und bei denen mindestens 171 meist junge Menschen starben. Daraufhin schrieb er sein bisher einziges Buch „Suada – eine Geschichte von Feuer und Licht“, das 2005 im Fischer Verlag und später zweisprachig (bosnisch und deutsch) im bosnischen Verlag „Bosanska rijec“ erschienen ist.
Nachdem durch die Kriege im ehemaligen Jugoslawien die Stimmung zwischen den unterschiedlichen Volksgruppen zunehmend vergiftet worden war, entschloss sich Jussen daraufhin, in der Schule von Novi Grad (Neue Stadt) eine Friedensbühne zu bauen, auf der in jedem Jahr um den UN-Weltfriedenstag am 21. September ein „Friedenstheaterfestival“ stattfinden sollte, das den Namen „Bina Mira“ erhielt, zu Deutsch: „Bühne des Friedens“. Unterstützt wurde er hierbei zunächst von der Stadt Tuzla, der Schulleitung von Novi Grad und dem rohestheater aus Aachen. Sein Ziel war es, durch Begegnungen, unabhängig von Ethnien, Kulturen, Nationen oder Religionen, Frieden unter den verfeindeten Volksgruppen zu schaffen. Darüber hinaus sollten Jugendliche aus Ost- und Westeuropa mehr über unterschiedliche politische, gesellschaftliche und kulturelle Systeme erfahren. Im Jahr 2008 konnte das Festival in Tuzla erstmals stattfinden und wurde seitdem bis 2019 mit Jugendtheatergruppen aus mehr als sechs Ländern elf Mal in unterschiedlichen Städten Europas durchgeführt, darunter in Zrenjanin in Serbien, Banja Luka und Odsak in Bosnien-Herzegowina, aber auch im belgischen Eupen und bisher dreimal in Aachen.
Als besondere Aktion für seine Friedenskampagne organisierte Jussen erstmals 2014 einen Fackellauf unter dem Motto: „Flame for Peace“ von Sarajewo nach Aachen, der am 28. Juli, dem Jahrestag der Kriegserklärung Österreichs an Serbien vor 100 Jahren in Sarajevo, begann und am Weltfriedenstag in Aachen endete. Er erhielt dabei maßgebliche Unterstützung von dem amtierenden EU-Parlamentspräsidenten Martin Schulz, dem Schriftsteller Günter Wallraff und von Karl-Heinz Lambertz, dem Präsidenten des Parlaments der Deutschsprachigen Gemeinschaft. An diesem ersten Lauf liefen 15 Läufer und Läuferinnen, darunter auch Heinz Jussen durch 56 Städte in zwölf Ländern, unter anderem vorbei an den Schlachtfeldern von Verdun und Hürtgenwald, und legten dabei rund 2.800 Kilometer zurück. An den Etappenorten wurde der Lauftross in der Regel von Stadtprominenten empfangen, manchmal auch von vielen Kindern, die sich zusätzlich in die Laufgruppe eingliederten. Seitdem führt dieser Lauf jährlich mit einem friedenspolitischen Schwerpunktthema als Etappenlauf durch das Dreiländereck Belgien, Deutschland, Niederlande.
Heinz Jussen wurde 1999 für seine Einsätze und sein Engagement in Bosnien-Herzegowina mit dem Bundesverdienstkreuz am Bande ausgezeichnet Darüber hinaus wurde er am 3. Oktober 2015 im Rahmen eines Festaktes mit dem Europäischen Sozialpreis des Europavereins GPB  (Gesellschafts-Politische Bildungsgemeinschaft) in Eschweiler gewürdigt, bei dem der Politikwissenschaftler Winfried Böttcher die Laudatio hielt.
Jussen lebt mit seiner Frau im belgischen Hergenrath und engagiert sich weiterhin für verschiedene Friedensaktivitäten.

## Schriften (Auswahl)
- Suada : eine Geschichte von Feuer und Licht, Fischer Verlag, Aachen 2005, ISBN 978-3-89514-528-5